# Ophioconis grandisquama
Ophioconis grandisquama is een slangster uit de familie Ophiodermatidae.
De wetenschappelijke naam van de soort werd in 1904 gepubliceerd door René Koehler.